# Brittiska imperiespelen 1930
Brittiska imperiespelen 1930 (engelska: 1930 British Empire Games, franska: Jeux de l'Empire britannique de 1930) anordnades i Hamilton i provinsen Ontario i Kanada under perioden 16 till 23 augusti 1930. Spelen var de första Brittiska imperiespelen i ordningen. Elva länder deltog, detta var första och enda tillfället med idrottare från hela Irland.

## Deltagande länder

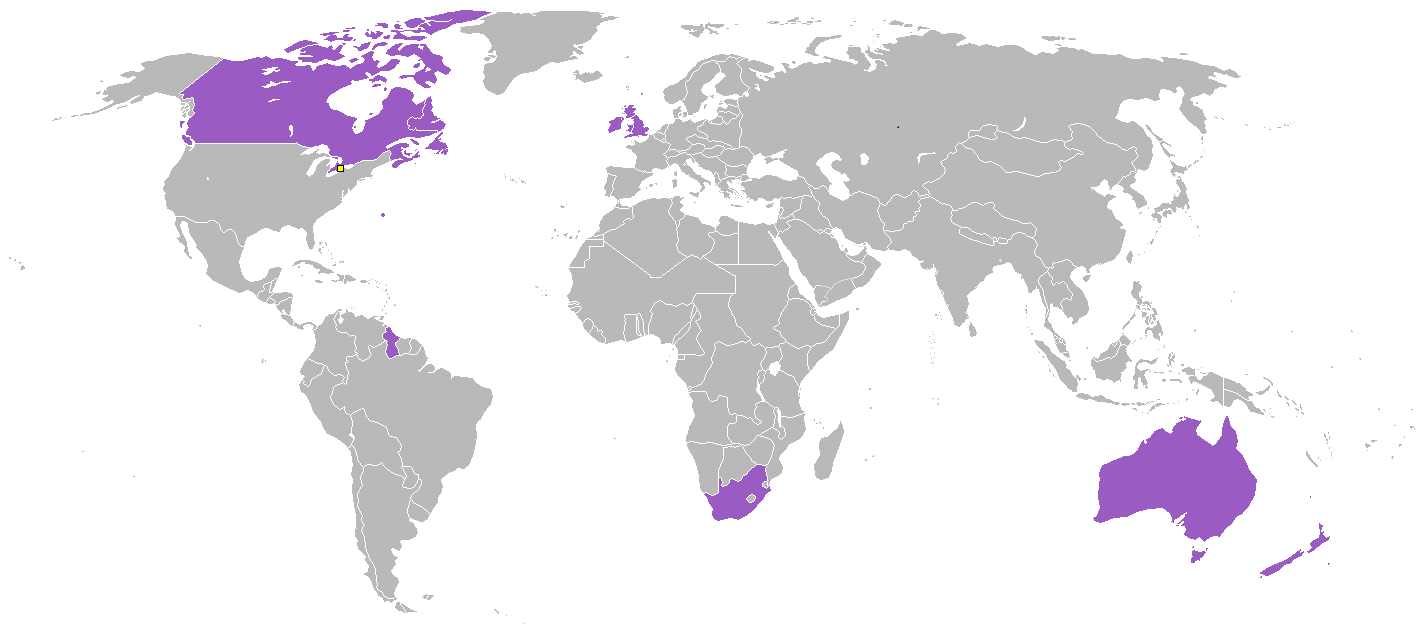
Deltagande länder

- Australien
- Bermuda
- Brittiska Guyana
- England
- Irland
- Kanada
- Newfoundland
- Nya Zeeland
- Skottland
- Sydafrika
- Wales

## Medaljliga
| Nr | Nation           | Guld | Silver | Brons | Totalt |
| -- | ---------------- | ---- | ------ | ----- | ------ |
| 1  | England          | 25   | 23     | 13    | 61     |
| 2  | Kanada           | 20   | 15     | 19    | 54     |
| 3  | Sydafrika        | 6    | 4      | 7     | 17     |
| 4  | Nya Zeeland      | 3    | 4      | 2     | 9      |
| 5  | Australien       | 3    | 4      | 1     | 8      |
| 6  | Skottland        | 2    | 3      | 5     | 10     |
| 7  | Wales            | 0    | 2      | 1     | 3      |
| 8  | Brittiska Guyana | 0    | 1      | 1     | 2      |
| 9  | Irland           | 0    | 1      | 0     | 1      |

## Resultat
Endast tävlingarna i simning och simhopp anordnades för såväl damer som herrar. Alla övriga sporter var endast för herrar.

### Friidrott
- - 100 yards
- 1 Percy Williams, Kanada – 9,9
- 2 Ernest Page, England – 10,2
- 3 Johnny Fitzpatrick, Kanada
  - 220 yards
- 1 Stanley Engelhart, England – 21,8
- 2 Johnny Fitzpatrick, Kanada
- 3 William Walters, Sydafrika
  - 440 yards
- 1 Alex Wilson Kanada – 48,8
- 2 William Walters, Sydafrika – 48,9
- 3 George Golding, Australien
  - 880 yards
- 1 Tommy Hampson, England – 1.52,4
- 2 Reg Thomas, Wales – 1.55,5
- 3 Alex Wilson Kanada – 1.55,6
  - 1 mile
- 1 Reg Thomas, Wales – 4.14,0
- 2 William Whyte, Australien – 4.17,0
- 3 Jerry Comes, England
  - 3 miles
- 1 Stan Tomlin, England – 14.27,4
- 2 Alex Hillhouse, Australien – 14.27,6
- 3 Jack Winfield, England – 14.28,0
  - 6 miles
- 1 Billy Savidan, Nya Zeeland – 30.49,6
- 2 Ernie Harper, England – 31.01,6
- 3 Tom Evenson, England
  - Maraton
- 1 Dunky Wright, Skottland – 2:43.43
- 2 Sam Ferris, England – 880 yards efter
- 3 Johnny Miles, Kanada – ytterligare 300 yards efter
  - 3 000 m hinder (i verkligheten ca 2 800 m)
- 1 George Bailey, England – 9.52,0
- 2 Alex Hillhouse, Australien
- 3 Vernon Morgan, England
  - 120 yards häck
- 1 David Lord Burghley, England – 14,6
- 2 Howard Davis, Sydafrika – 14,7
- 3 Fred Gaby, England
  - 440 yards häck
- 1 David Lord Burghley, England – 54,4
- 2  Roger Leigh-Wood, England – 55,9
- 3 Douglas Neame, England
  - Höjdhopp
- 1 Johannes Viljoen, Sydafrika – 1,90
- 2 Colin Gordon, Brittiska Guyana – 1,88
- 3 William Stargratt,Kanada – 1,85
  - Stavhopp
- 1 Vic Pickard, Kanada – 3,73
- 2 Howard Ford, England – 3,73
- 3 Robert Stoddard, Kanada
  - Längdhopp
- 1 Len Hutton, Kanada – 7,20
- 2 Reg Revans, England – 6,96
- 3 Johannes Viljoen, Sydafrika – 6,86
  - Tresteg
- 1 Gordon Smallacombe, Kanada – 14,76
- 2 Reg Revans, England – 14,29
- 3 Len Hutton, Kanada – 13,90
  - Kula
- 1 Harry Hart, Sydafrika – 14,58
- 2 Robert Howland, England – 13,46
- 3 Charlie Herman,Kanada – 12.98
  - Diskus
- 1 Harry Hart, Sydafrika – 41,43
- 2 Charlie Herman,Kanada – 41,22
- 3 Abe Zvonkin, Kanada – 41,17
  - Slägga
- 1 Malcolm Nokes, England – 47,13
- 2 Bill Britton, Irland – 46,89
- 3 John Cameron, Kanada – 44,45
  - Spjut
- 1 Stanley Lay, Nya Zeeland – 63,13
- 2 Doral Pilling, Kanada – 55,93
- 3 Harry Hart, Sydafrika – 53,21
  - Stafett 4 x 110 yards
- 1 Kanada – 42,2
- 2 England – 42,7
- 3 Sydafrika
  - Stafett 4 x 440 yards
- 1 England – 3.19,0
- 2 Kanada – 3.19,8
- 3 Sydafrika

### Bowls på gräs
- - Singel
- 1 Robert Colquhoun, Englans
- 2 J G Thomas, Sydafrika
- 3 William Fielding, Nya Zeeland
  - Par
- 1 Tommy Hills & George Wright, England
- 2 William Fielding & Peter McWhannell,  Nya Zeeland
- 3 W H Moore & Arthur Reid, Kanada
  - Fyramannalag
- 1 England
- 2 Kanada
- 3 Skottland

### Boxning
- - Flugvikt
- 1 Jacob Smith, Sydafrika
- 2 Thomas Pardoe,England
- 3 Ross Galloway, Kanada
  - Bantamvikt
- 1 Harry Mizler, England
- 2 Tommy Holt, Skottland
- 3 John Keller, Kanada
  - Fjädervikt
- 1 Freddy Meacham, England
- 2 Lawrence Stevens, Sydafrika
- 3 Alex Lyon, Skottland
  - Lättvikt
- 1 James Rolland, Skottland
- 2 Cosmos Canzano, Kanada
- 3 Albert Love, England
  - Weltervikt
- 1 Leonard Hall, Sydafrika
- 2 Howard Williams, Kanada
- 3 Fred Brooman, England
  - Mellanvikt
- 1 Frederick Mallin, England
- 2 Dudley Gallagher, Australien
- 3 Ernest Peirce, Sydafrika
  - Lätt tungvikt
- 1 Joe Goyder, England
- 2 Joey Basson, England
- 3 A Pitcher, Kanada
  - Tungvikt
- 1 Victor Stuart, England
- 2 William Skimming, Kanada

### Rodd
- - Singelsculler
- 1 Bobby Pearce, Australien
- 2 Jack Beresford, England
- 3 Fred Bradley, England
  - Dubbelsculler
- 1 Elswood Bole& Bob Richards, Kanada
- 2
- 3
  - Fyra utan styrman
- 1 England
- 2 Kanada
- 3 Nya Zeeland
  - Fyra med styrman
- 1 Nya Zeeland
- 2 Kanada
- 3 Brittiska Guiana
  - Åtta
- 1 England
- 2 Nya Zeeland
- 3 Kanada

I tävlingen för dubbelsculler ställde endast den kanadensiska båten upp. För att åstadkomma motstånd inbjöd arrangörerna två båtar från USA.

### Simning

#### Herrar
- - 100 yards frisim
- 1 Munroe Bourne, Kanada – 56,0
- 2 Norman Brooks, England – 56,1
- 3 Bert Gibson, Kanada
  - 400 yards frisim
- 1 Noel Ryan, Australien - 4.40,0
- 2 Gordon Bridson, Nya Zeeland – 4.46,0
- 3 George Burleigh, Kanada
  - 1 500 yards frisim
- 1 Noel Ryan, Australien – 18.55,0
- 2 Gordon Bridson, Nya Zeeland – 19.41,0
- 3 George Burleigh, Kanada 
  - 100 yards ryggsim
- 1 Bill Trippett, England – 1.05,0
- 2 Willie Francis, Skottland – 1.06,0
- 3 John Besford, England – 1.07,0
  - 100 yards bröstsim
- 1 Jack Aubin, Kanada – 2.38,0
- 2 Stanley Bell, England – 2.40,0
- 3 Reggie Flint, England – 2.45,0
  - Lagkapp 4 x 200 yards frisim
- 1 Kanada – 8.42,0
- 2 England – 8.43,0

#### Damer
- - 100 yards frisim
- 1 Joyce Cooper, England – 1.07,0
- 2 Ellen King, Skottland  – 1.07,4
- 3 Valerie Davis, Wales
  - 400 yards frisim
- 1 Joyce Cooper, England – 5.25,0
- 2 Valerie Davis, Wales – 5.28,0
- 3 Sarah Stewart, Skottland
  - 100 yards ryggsim
- 1 Joyce Cooper, England – 1.15,0
- 2 Valerie Davis, Wales – 1.16,8
- 3 Phyllis Harding, England – 1.17,6
  - 200 yards bröstsim
- 1 Celia Wolstenholme, England – 2.54,8
- 2 Margery Hinton, England – 3.04,2
- 3 Ellen King, Skottland 
  - Lagkapp 4 x 100 yards frisim
- 1 England – 4.32,8
- 2 Kanada – 4.33,0
- 3 Skottland – 4.37,0

### Simhopp

#### Herrar
- - Svikthopp, 3 m
- 1 Alfred Phillips, Kanada
- 2 Cyril Kennett, Kanada
- 3 Arthur Scott, Kanada
  - Höga hopp, 10 m
- 1 Alfred Phillips, Kanada
- 2 Samuel Walker, Kanada
- 3 Thomas Scott, England

#### Damer
- - Svikthopp, 3 m
- 1 Oonagh Whitsett, Sydafrika
- 2 Doris Ogilvie, Kanada
- 3 Mollie Bailey,Kanada
  - Höga hopp, 10 m
- 1 Pearl Stoneham, Kanada
- 2 Helen McCormack, Kanada

### Brottning
- - Bantamvikt
- 1 James Trifumov, Kanada
- 2 Joseph Reid, England
  - Fjädervikt
- 1 Cliff Chillcott, Kanada
  - Lättavikt
- 1 Howard Thomas, Kanada
- 2 Harold Angus, England
  - Weltervikt
- 1 Reg Priestley, Kanada
- 2 Harry Johnson, England
  - Mellanvikt
- 1 Mike Chepwick, Kanada
- 2 Stanley Bissell, England
- 3 Max Thiel, Sydafrika
  - Lätt tungvikt
- 1 Bill McIntyre, Kanada
- 2 Edgar Bacon, England 
  - Tungvikt
- 1 Earl McCready, Kanada
- 2 Alex Sanguine, England

### Fotnoter
1. ↑  ”1930 British Empire Games” (på engelska). Samväldesspelsfederationen. Arkiverad från originalet den 26 juli 2017. https://web.archive.org/web/20170726082544/http://www.thecgf.com/games/intro.asp. Läst 19 juli 2017.